# Cyclone Inigo
Le cyclone Inigo a égalé le record de plus basse pression d’un cyclone tropical dans la région sous la responsabilité du Bureau of Meteorology australien. Il s’est développé à partir d’une perturbation tropicale traversant l’Indonésie à la fin de mars 2003. Il est devenu un cyclone tropical le 1er avril et s’est intensifié rapidement en se dirigeant vers le sud-ouest. Le 4 avril, Inigo avait atteint une pression centrale de 900 hPa. Par la suite, à l’approche d’un creux barométrique, Inigo faiblit et tourna vers le sud-est. Le 8 avril, il s’est dissipé après avoir touché terre en Australie occidentale comme une simple tempête tropicale.
La perturbation originale a donné des pluies torrentielles dans l’Est de l’Indonésie, causant des inondations généralisées et des coulées de boue qui ont forcé de nombreuses habitants à fuir leurs maisons emportées par les flots. Les pires dommages ont été rapportés dans l’île de Florès mais le Timor occidental et Sumba ont souffert également. On compte cinquante-huit morts en Indonésie. 
Par contraste, en Australie, Inigo a seulement donné des pluies fortes localement et peu de dommages.

## Évolution météorologique
Le 26 mars, une zone de nuages et d’orages était située dans un creux barométrique près de l’équateur en Papouasie-Nouvelle-Guinée. Se trouvant dans un cisaillement des vents d’est, il se dirigea vers l’ouest sous l’influence d’une crête barométrique dans son flanc au sud. Le 27 mars, une dépression se développa sur la Nouvelle-Guinée occidentale à partir de ce système. 
L’activité orageuse s’intensifia et s’organisa quand le système est passé sous une circulation des niveaux moyens de l’atmosphère au-dessus de la Mer d'Arafura. Le 29 mars, une circulation cyclonique apparue même si le cisaillement des vents avec l’altitude et la friction due aux îles d’Indonésie limitaient le développement. Le 30 mars, le système devint une dépression tropicale et tourna vers le sud-ouest. En atteignant l’île de Florès le 31, la convection s’intensifia vivement grâce à une forte divergence de la circulation en haute atmosphère et donna des pluies diluvienne sur Florès et les petites îles de la Sonde orientales.

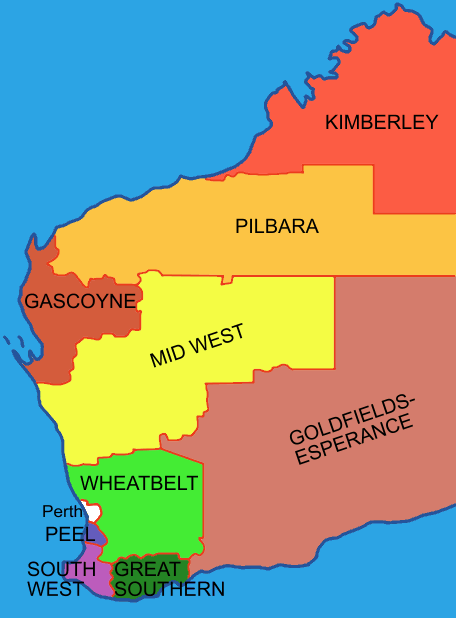
Les régions de l'Australie occidentale

Tôt le 1er avril, le cisaillement des vents diminua en traversa la Mer de Savu et la dépression devint un cyclone tropical (définition du Bureau of Meteorology (BOM)) au nord-est de Sumba. À 12h TU, le Joint Typhoon Warning Center (JTWC) américain émis son premier bulletin de suivi sur le système, le classant comme Cyclone tropical 26S. À 00h TU le 2 avril, le Centre météorologique régional spécialisé du BOM à Perth nomma ce système le cyclone Inigo.
Le système s’intensifia rapidement ensuite en se dirigeant vers le sud-ouest dans un environnement très favorable : faible cisaillement des vents et forte divergence en altitude. Un œil devint visible  et tôt le 3 avril le BOM classa Inigo comme un cyclone tropical sévère ayant des vents de 130 km/h. Plus tard ce même jour, l’œil devint encore mieux défini avec l’intensification du cyclone et le 4 avril, Inigo atteignit la catégorie 5. À 06h TU, selon le BOM, Inigo atteignit sa force maximale, à 950 kilomètres au nord de Onslow (Australie-Occidentale), avec des vents soutenus sur dix minutes de 240 km/h et une pression centrale estimée à 900 hPa. Au même moment, le JTWC estimait qu’Inigo avait des vents soutenus sur une minute à 260 km/h.
À 900 hPa, le cyclone Inigo égalait la marque de plus basse pression centrale détenue dans la région de responsabilité du BOM par le Cyclone Gwenda durant la saison cyclonique 1998-99. Inigo avait à ce moment un œil de 32 kilomètres de diamètre.
Tard le 4 avril, le système approcha un creux barométrique en altitude, ce qui augmenta le cisaillement, et il commença à faiblir. Le 5 avril, l’œil se remplit de nuages. Tard ce jour-là, le cyclone atteignit son point le plus à l’ouest puis tourna vers le sud-est. Le 7 avril, ses vents était tombés sous le seuil de cyclone tropical sévère, soit 120 km/h, et la convection continua à diminuer. Il toucha terre le 8 avril dans la région de Pilbara en Australie occidentale avec des vents de 75 km/h. Il se dissipa ensuite en moins de douze heures.

## Impacts

### Indonésie

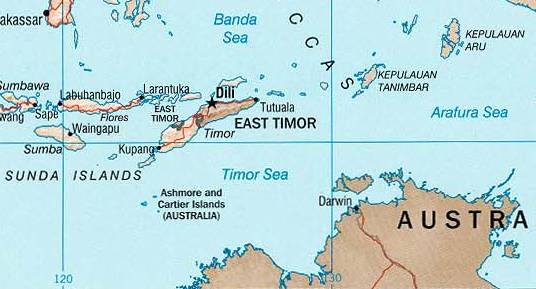
Les Petites îles de la Sonde où se trouvent Florès, Timor et Sumba

La perturbation tropicale initiale a donné des pluies diluviennes dans l’est de l’Indonésie. Sur l’île de Florès, à Larantuka, il est tombé 223 millimètres en 24 heures, causant des inondations généralisées et des coulées de boue. À certains endroits, l’eau atteignait 5 mètres d'épaisseur. Dans le kabupaten de Florès oriental, la tempête détruisit soixante-quinze maisons, endommageant sérieusement soixante-dix-sept et cinquante-six plus légèrement. Les inondations sévères et les coulées de boue à Ende ont détruit vingt maisons et tués 294 têtes de bétail,. L’aéroport s’est retrouvé sous un mètre d’eau et les routes furent coupées vers l’est de Florès, isolant temporairement la ville du reste du monde.
Sur les îles avoisinantes du Timor occidental et de Sumba, les dégâts ont été un peu moins généralisés mais importants. La rivière Oessao, au Timor, est sortie de ses berges et a inondé sept villages. À Kupang, des centaines de maisons et les champs de maïs, de riz et de haricots ont été emportés. 
La mer agitée par les vents de la perturbation initiale a coulé douze navires le long des côtes de l’Indonésie. Deux navires furent portés disparus au sud-ouest de Sumba après le passage du cyclone Inigo le 3 avril.
Au total, les dommages en Indonésie furent de moins de 6 millions $US (en 2003) mais 102 personnes furent blessées et cinquante-huit (58) sont mortes selon le représentant du Comité des cyclones tropicaux de l’Organisation météorologique mondiale en 2004.

### Australie

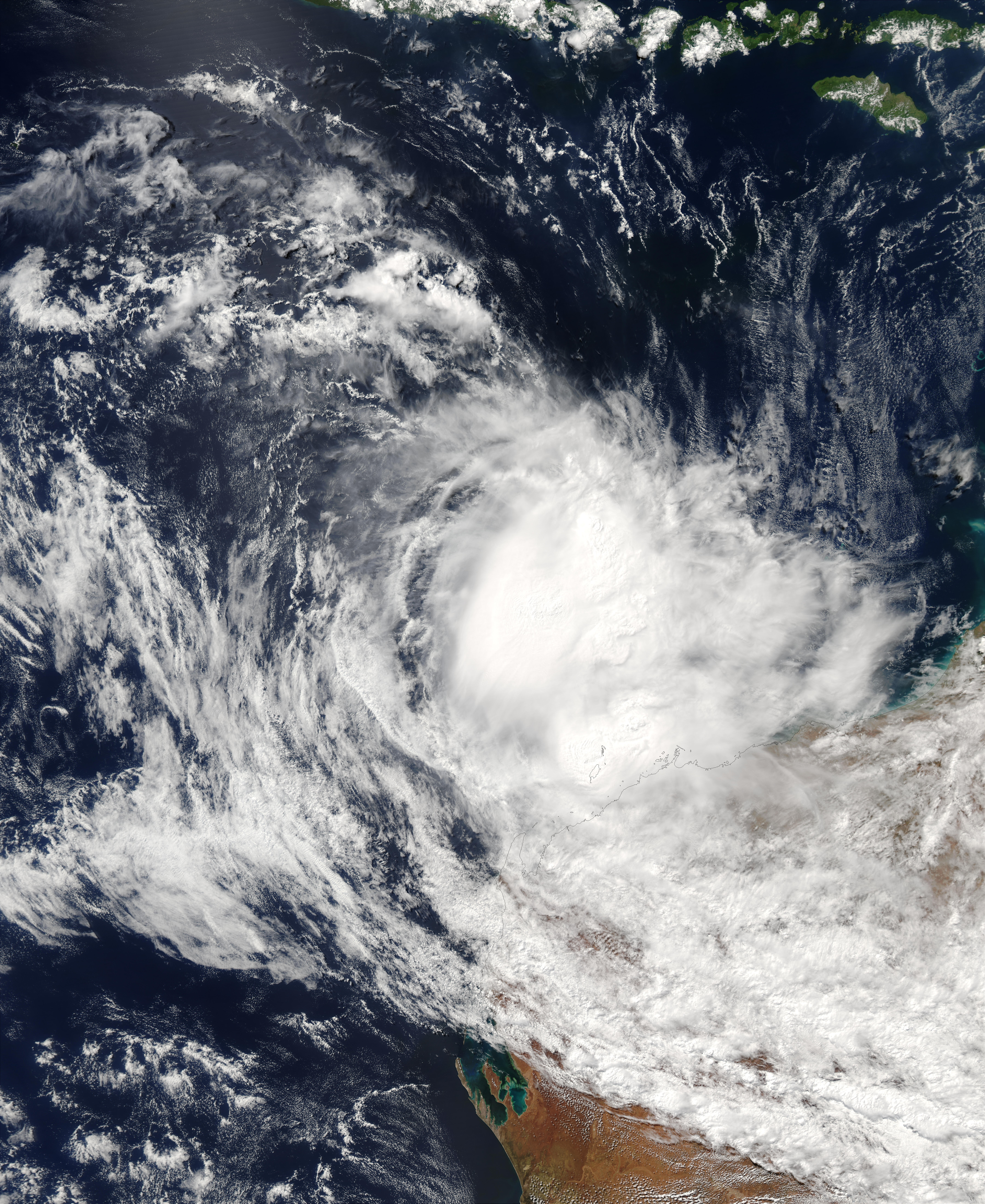
Inigo s'approche de l'Australie-Occidentale le 7 avril

Comme Inigo avait perdu considérablement de sa forte en atteignant la côte australienne, les stations côtières n’y rapportèrent que des vents de tempête (64 km/h). La quantité de pluie près du point de contact avec la terre se monta à 226 millimètres, dont 128 tombèrent en seulement 80 minutes, mais les totaux furent beaucoup moindre ailleurs. Aucun mort, blessés ou dommages sérieux ne furent signalés.

## Épilogue
Après le passage d’Inigo en Indonésie, le gouvernement de ce pays et la Croix-Rouge internationale ont distribué vivres, eau potable, médicaments et assistance aux sinistrés, dont environ pour 400 millions Roupies (50 000 $US) de 2003 par le gouvernement. Des abris temporaires dans des écoles, des postes de police et des constructions d’urgence ont été mis à la disposition des populations. De la machinerie lourde a été envoyée pour déblayer les débris des routes.
Le nom Inigo a été retiré des listes de noms de cyclones tropicaux futurs par l'Organisation météorologique mondiale et remplacé par Iggy.

### Source
- (en) Cet article est partiellement ou en totalité issu de l’article de Wikipédia en anglais intitulé « Cyclone Inigo » (voir la liste des auteurs).